# Объединённый флот
Объединённый флот (яп. 聯合艦隊 Рэнго: кантай) — основные силы дальнего радиуса действия Императорского флота Японии, аналог германского Флота открытого моря. До 1924 года Объединённый флот не был постоянной боевой единицей: он мобилизовывался в случае войны или крупных военно-морских учений.

## История

### Первая японо-китайская война
Объединённый флот был официально создан 18 июля 1894 года результате слияния Флота постоянной готовности ( яп. 常備艦隊 - Дзё:би кантай) и Западного флота (яп. 西海艦隊 - Нисими кантай) . Флот постоянной готовности включал себя самые современные военные корабли японского флота; Западный — устаревшие, но всё же пригодные для оборонительных операций. Вице-адмирал Ито Сукэюки, командовавший Флотом постоянной готовности, возглавил и руководил новым флотом в течение всей войны.

### Русско-японская война
После начала войны с Российской империей Объединённый флот был воссоздан для сведения под единое командование адмирала Хэйхатиро Того трёх японских флотов. 1-й флот включал линейные корабли, предназначенные для генеральных сражений. 2-й флот составляли быстроходные броненосные и бронепалубные крейсера, используемые в качестве мобильных сил. Устаревшие суда 3-го флота считались непригодными для тяжёлых столкновений, однако могли выполнять второстепенные операции, например блокаду Порт-Артура.

### Межвоенный период
В 1905—1924 годах Объединённый флот воссоздавался периодически, для проведения морских манёвров. В 1924 приказом Императорского флота Объединённый флот был переведён на постоянную основу, включив в себя 1-й и 2-й флоты. Командующий 1-м флотом командовал и Объединённым, собственного штаба Оъединённый флот сначала также не имел. Штаб был создан после Мукденского инцидента; после начала Второй японо-китайской войны Объединённый флот включил в себя большинство подразделений Императорского флота кроме морской пехоты и Флота китайских вод.

### Вторая мировая война

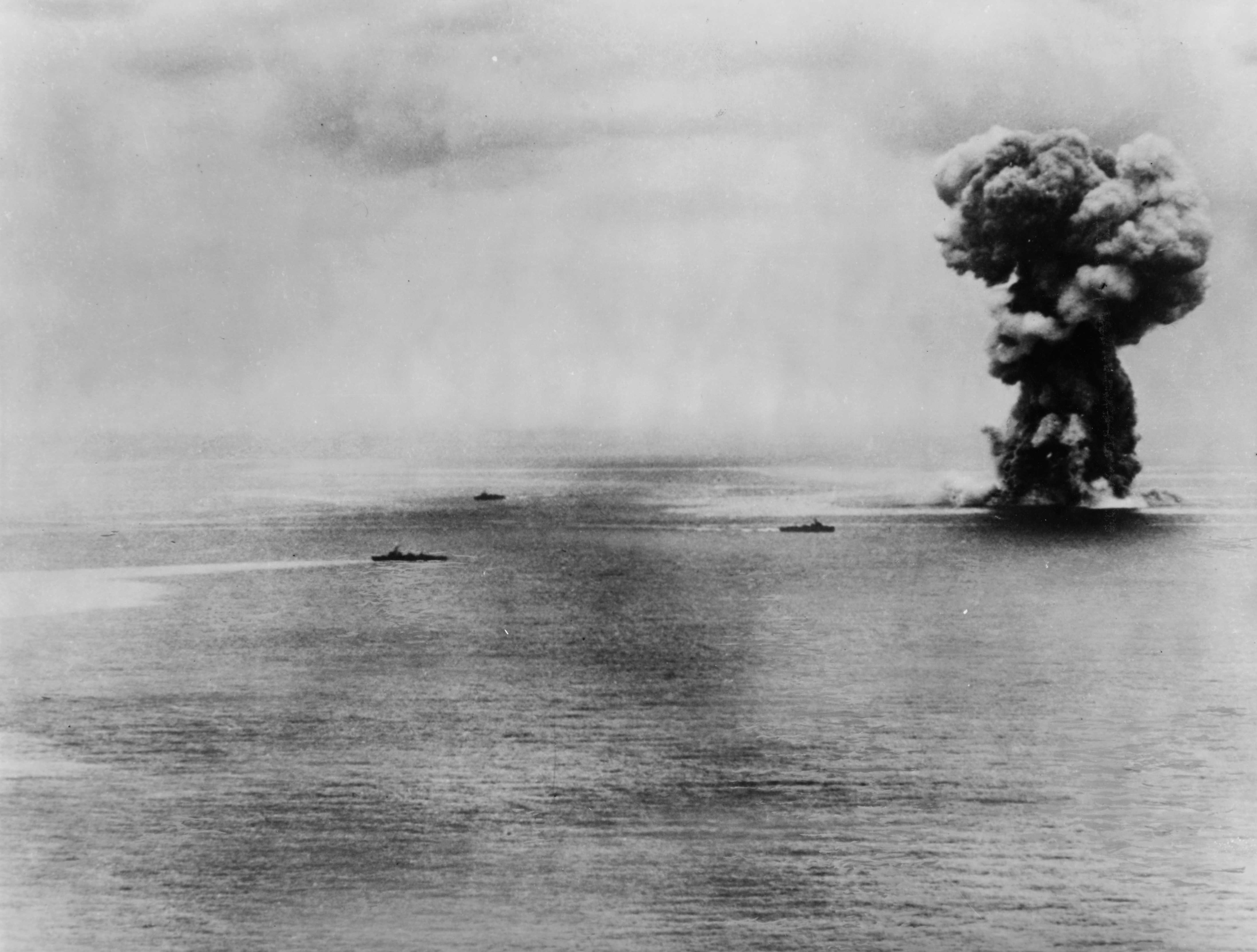
Взрыв флагмана флота, линкора «Ямато»

За два дня до начала Польской кампании в Европе, назначение на пост командующего Объединённым флотом получил вице-адмирал Исороку Ямамото, занимавший этот пост до своей гибели в апреле 1943 года. Перед началом войны на Тихом океане, ознаменовавшейся нападением на Пёрл-Харбор авианосного ударного подразделения Кидо Бутай, Объединённый флот стал почти синонимом Императорского флота. Он включал в себя линкоры, авианосцы, морскую авиацию и остальные ведущие боевые силы японского флота. Силы Объединённого флота были сконцентрированы к битве за Мидуэй, но катастрофы в этой битве и в кампании на Соломоновых островах убедили японский штаб в том, что целесообразнее разделить оставшиеся корабли по флотам, отвечающим за конкретные географические зоны; с этого момента Объединённый флот представлял собой скорее административную единицу. В связи с продолжавшим ухудшаться на всех морях положением, осенью 1944 года японцы сделали попытку снова объединить силы для генерального сражения в заливе Лейте. Новый разгром заставил остатки флота отступить к Окинаве, дальше флот предпринимал только локальные операции вроде самоубийственного похода «Ямато». Формально Объединённый флот был окончательно распущен 10 октября 1945 года

## Командиры флота

### Главнокомандующие
|    | Ранг         | Имя              | Начало          | Конец           |
| -- | ------------ | ---------------- | --------------- | --------------- |
| 1  | Вице-адмирал | Ито Сукэюки      | 18 июля 1894    | 11 мая 1895     |
| 2  | Вице-адмирал | Арити Синанодзё  | 11 мая 1895     | 16 ноября 1895  |
| 3  | Вице-адмирал | Того Хэйхатиро   | 28 декабря 1903 | 20 декабря 1905 |
| 4  | Вице-адмирал | Идзюин Горо      | 8 октября 1908  | 20 ноября 1908  |
| 5  | Вице-адмирал | Ёсимацу Сигэтаро | 1 ноября 1915   | 13 декабря 1915 |
| 6  | Вице-адмирал | Ёсимацу Сигэтаро | 1 сентября 1916 | 14 октября 1916 |
| 7  | Адмирал      | Ёсимацу Сигэтаро | 1 октября 1917  | 22 октября 1917 |
| 8  | Адмирал      | Ямасита Гэнтаро  | 1 сентября 1918 | 15 октября 1918 |
| 9  | Адмирал      | Ямасита Гэнтаро  | 1 июня 1919     | 28 октября 1918 |
| 10 | Адмирал      | Ямая Танин       | 1 мая 1920      | 24 августа 1920 |
| 11 | Адмирал      | Тотинай Содзиро  | 24 августа 1920 | 31 октября 1920 |
| 12 | Адмирал      | Тотинай Содзиро  | 1 мая 1921      | 31 октября 1921 |
| 13 | Вице-адмирал | Исаму Такэсита   | 1 декабря 1922  | 27 января 1924  |
| 14 | Адмирал      | Кантаро Судзуки  | 27 января 1924  | 1 декабря 1924  |
| 15 | Адмирал      | Кэ́йсукэ Окада    | 1 декабря 1924  | 10 декабря 1926 |
| 16 | Вице-адмирал | Хирохару Като    | 10 декабря 1926 | 10 декабря 1928 |
| 17 | Адмирал      | Наоми Танигути   | 10 декабря 1928 | 11 ноября 1929  |
| 18 | Вице-адмирал | Э́йсукэ Ямамото   | 11 ноября 1929  | 1 декабря 1931  |
| 19 | Вице-адмирал | Сэйдзо Кобаяси   | 1 декабря 1931  | 15 ноября 1933  |
| 20 | Вице-адмирал | Нобумаса Суэцугу | 15 ноября 1933  | 15 ноября 1934  |
| 21 | Вице-адмирал | Санкити Такахаси | 15 ноября 1934  | 1 декабря 1936  |
| 22 | Вице-адмирал | Мицумаса Ёнай    | 1 декабря 1936  | 2 февраля 1937  |
| 23 | Адмирал      | Осами Нагано     | 2 февраля 1937  | 1 декабря 1937  |
| 24 | Вице-адмирал | Дзэнго Ёсида     | 1 декабря 1937  | 30 августа 1939 |
| 25 | Адмирал      | Исороку Ямамото  | 30 августа 1939 | 18 апреля 1943  |
| 26 | Адмирал      | Минэити Кога     | 21 мая 1943     | 31 марта 1944   |
| 27 | Адмирал      | Соэму Тоёда      | 3 мая 1944      | 29 мая 1945     |
| 28 | Вице-адмирал | Дзисабуро Одзава | 29 мая 1945     | 10 октября 1945 |

### Начальники штаба
|    | Ранг               | Имя                 | Начало           | Конец            |
| -- | ------------------ | ------------------- | ---------------- | ---------------- |
| 1  | Капитан 1-го ранга | Самэдзима Кадзунори | 19 июля 1894     | 17 декабря 1894  |
| 2  | Капитан 1-го ранга | Дэва Сигэто         | 17 декабря 1894  | 25 июля 1895     |
| 3  | Капитан 1-го ранга | Камимура Хиконодзё  | 25 июля 1895     | 16 ноября 1895   |
| 4  | Капитан 1-го ранга | Симамура Хаяо       | 28 декабря 1903  | 12 января 1905   |
| 5  | Контр-адмирал      | Като Томосабуро     | 12 января 1905   | 20 декабря 1905  |
| 6  | Контр-адмирал      | Фудзии Коити        | 20 декабря 1905  | 22 ноября 1906   |
| 7  | Капитан 1-го ранга | Ямасита Гэнтаро     | 22 ноября 1906   | 10 декабря 1908  |
| 8  | Капитан 1-го ранга | Такарабэ Такэси     | 10 декабря 1908  | 1 декабря 1909   |
| 9  | Контр-адмирал      | Номагути Канэо      | 1 декабря 1909   | 11 марта 1911    |
| 10 | Капитан 1-го ранга | Акияма Санэюки      | 11 марта 1911    | 24 мая 1912      |
| 11 | Капитан 1-го ранга | Исаму Такэсита      | 1 декабря 1912   | 24 мая 1913      |
| X  | X                  | Вакантно            | 23 мая 1913      | 1 декабря 1913   |
| 12 | Контр-адмирал      | Сато Тэцутаро       | 1 декабря 1913   | 17 апреля 1914   |
| 13 | Капитан 1-го ранга | Кадзуёси Ямадзи     | 17 апреля 1914   | 1 декабря 1914   |
| 14 | Контр-адмирал      | Сибакити Яманака    | 1 декабря 1914   | 13 декабря 1915  |
| 15 | Контр-адмирал      | Сабуро Хориноути    | 13 декабря 1915  | 1 декабря 1917   |
| 16 | Контр-адмирал      | Ханроку Сайто       | 1 декабря 1917   | 1 декабря 1918   |
| 17 | Контр-адмирал      | Кадзисиро Фунакоси  | 1 декабря 1918   | 1 декабря 1919   |
| 18 | Контр-адмирал      | Хансаку Ёсиока      | 1 декабря 1919   | 1 декабря 1921   |
| 19 | Контр-адмирал      | Кумадзо Сиранэ      | 1 декабря 1921   | 1 декабря 1923   |
| 20 | Контр-адмирал      | Канари Кабаяма      | 1 декабря 1923   | 10 ноября 1924   |
| 21 | Капитан 1-го ранга | Кандзиро Хара       | 10 ноября 1924   | 1 декабря 1925   |
| 22 | Контр-адмирал      | Наотаро Оминато     | 1 декабря 1925   | 1 ноября 1926    |
| 23 | Контр-адмирал      | Санкити Такахаси    | 1 ноября 1926    | 1 декабря 1927   |
| 24 | Контр-адмирал      | Эйдзиро Хамано      | 1 декабря 1927   | 10 декабря 1928  |
| 25 | Контр-адмирал      | Кэн Тэрадзима       | 10 декабря 1928  | 30 октября 1929  |
| 26 | Контр-адмирал      | Коити Сиодзава      | 30 октября 1929  | 1 декабря 1930   |
| 27 | Контр-адмирал      | Сигэтаро Симада     | 1 декабря 1930   | 1 декабря 1931   |
| 28 | Контр-адмирал      | Дзэнго Ёсида        | 1 декабря 1931   | 15 сентября 1933 |
| 29 | Контр-адмирал      | Соэму Тоёда         | 15 сентября 1933 | 15 марта 1935    |
| 30 | Контр-адмирал      | Нобутакэ Кондо      | 15 марта 1935    | 15 ноября 1935   |
| 31 | Контр-адмирал      | Наокуни Номура      | 15 ноября 1935   | 16 ноября 1936   |
| 32 | Контр-адмирал      | Ясутаро Ивасита     | 16 ноября 1936   | 18 февраля 1937  |
| 33 | Контр-адмирал      | Дзисабуро Одзава    | 18 февраля 1937  | 15 ноября 1937   |
| 34 | Контр-адмирал      | Ибо Такахаси        | 15 ноября 1937   | 5 ноября 1939    |
| 35 | Капитан 1-го ранга | Сигэру Фукудомэ     | 5 ноября 1939    | 10 апреля 1941   |
| 36 | Контр-адмирал      | Сэйити Ито          | 10 апреля 1941   | 11 августа 1941  |
| 37 | Контр-адмирал      | Матомэ Угаки        | 11 августа 1941  | 22 мая 1943      |
| 38 | Вице-адмирал       | Сигэру Фукудомэ     | 22 мая 1943      | 6 апреля 1944    |
| 39 | Контр-адмирал      | Рюно́сукэ Кусака     | 6 апреля 1944    | 24 июня 1945     |
| 40 | Контр-адмирал      | Сикадзо Яно         | 24 июня 1945     | 25 сентября 1945 |